# Caradrina permorosa
Caradrina permorosa är en fjärilsart som beskrevs av Felix Bryk 1948. Caradrina permorosa ingår i släktet Caradrina och familjen nattflyn. Inga underarter finns listade i Catalogue of Life.